# Harpiola
Harpiola is een geslacht van zoogdieren uit de familie van de gladneuzen (Vespertilionidae). De wetenschappelijke naam van het geslacht werd in 1915 gepubliceerd door Oldfield Thomas.

## Soorten
Er worden twee soorten in dit geslacht geplaatst:
- Harpiola grisea (W. C. H. Peters, 1872)
- Harpiola isodon Kuo Haochih, Fang Yinping, Csorba, & Lee Lingling, 2006